# Dendrobium nathanielis
Dendrobium nathanielis är en orkidéart som beskrevs av Heinrich Gustav Reichenbach. Dendrobium nathanielis ingår i släktet Dendrobium, och familjen orkidéer. Inga underarter finns listade i Catalogue of Life.